# Лубны (станция)
Лубны (укр. Лубни́) — железнодорожная станция и пассажирский вокзал Полтавской дирекции Южной железной дороги на линии Ромодан — Гребёнка, за 30 км от ст. Ромодан, за 42 км от ст. Гребёнка Находится в городе Лубны Полтавской области.

## История

### 1898 - 1917
Строительство линии Киев — Полтава, на которой находится станция Лубны, началось в 1898 году. «Полтавские губернские ведомости» в 1896 г. по этому поводу сообщали: «Полтавское губернское земство и Полтавская городская дума ещё в 1894 г. возбудили перед правительством ходатайство о соединении линией железной дороги ст. Лозовой с г. Киевом через Карловку, Константиноград, Полтаву, Лубны и Пирятин». Но правительство было занято сооружением «рельсового пути» в Сибирь. Вступили в конкуренцию акционерные общества Фастовской и Московско-Киево-Воронежской (М.-К.-В.) железных дорог. Перевесило последнее. В 1898 г. на инженерном совете Департамента железных дорог выступил главный инженер исследовательских работ и строительства линии Николай Константинович Погорелко. Он, в частности, заявил: «Линия эта признается за имеющую транспортное значение, и проведение её по кратчайшему протяжению является делом государственной важности, перед которым должны отступить все местные интересы».

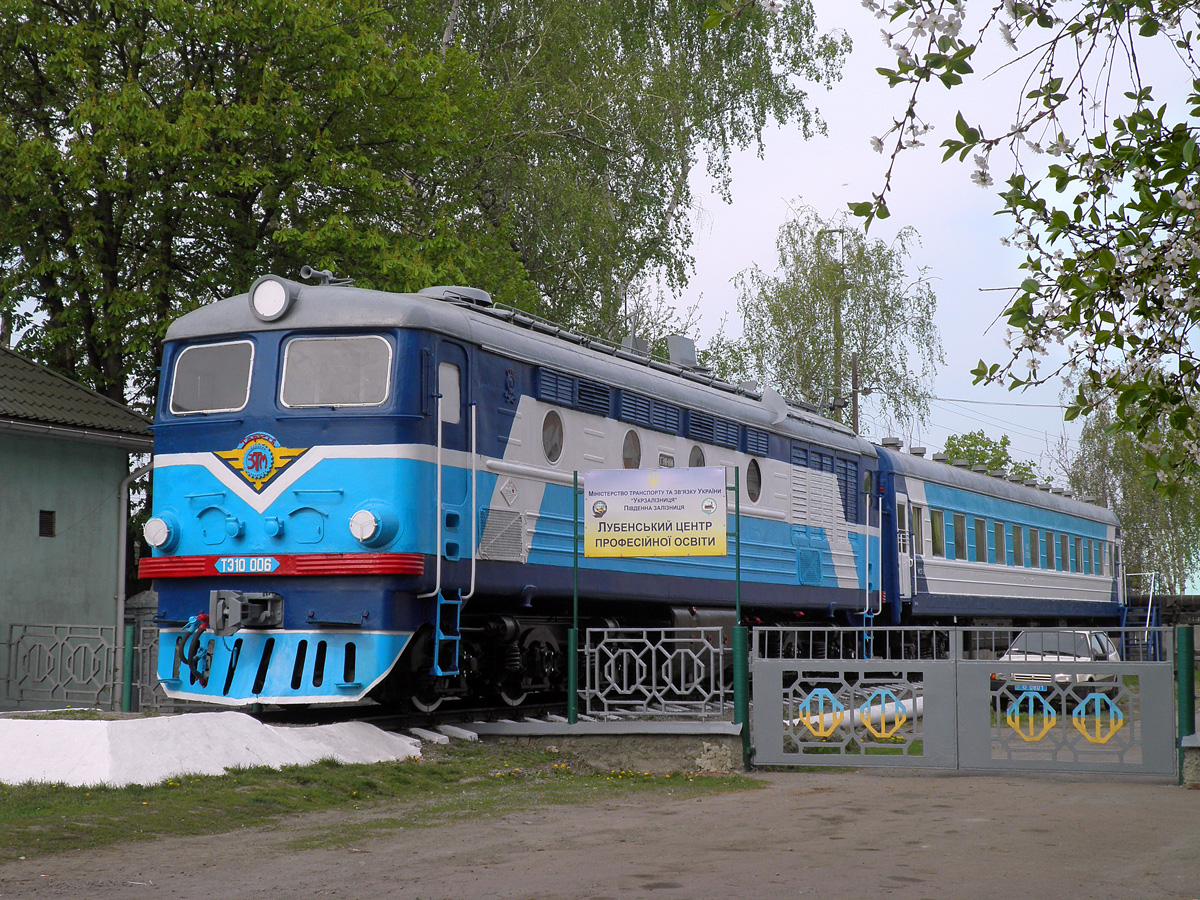
Тепловоз-памятник ТЭ10-006

Строительство железной дороги Киев — Полтава продолжалось три года. Кроме местных жителей, на нём работали уроженцы Воронежской и Курской губерний. В 1901 г. между Киевом и Полтавой открылось железнодорожное сообщение, осенью 1901 года была введена в эксплуатацию станция Лубны
На станции было построено также оборотное паровозное депо, начали работать несколько сотен рабочих. Среди них были и приезжие из различных уголков Российской империи. Линия принадлежала М.-К.-В. железной дороге, а в 1919 г. вошла в состав Южной железной дороги (ЮЖД), которой принадлежит и поныне.
На линии Киев — Полтава станция Лубны стала одной из важнейших. Её открытие повлияло на дальнейшее развитие всего города. В депо станции Лубны приходили на ремонт паровозы из Ромодана, Пирятина, Гребёнки. Депо было крупнейшим на участке Гребёнка — Ромодан.
После начала первой мировой войны военно-стратегическое значение линии увеличилось, оно сохранялось и позднее, в ходе гражданской войны.

### 1918 - 1991
В январе 1918 года по этой магистрали части РККА вели наступление на Киев.
В первые годы советской власти все железные дороги бывшей Российской империи перешли в ведение наркомата путей сообщения. Станция Лубны и участок Яготин — Ромодан входили в состав Юго-Западной железной дороги. В 1934 году участок и станция были переданы в состав новообразованной Южной железной дороги.
1930-е годы ознаменованы возникновением стахановского движения, основателем которого на железнодорожном транспорте стал машинист депо Славянск Северо-Донецкой железной дороги Пётр Кривонос. В 1938 г. на станции Лубны была организована первая на Украине женская паровозная бригада «Комсомолка»: машинист Галина Тодчук, помощник Татьяна Гречановская и кочегар Мария Кочура. Опыт работы этой бригады приезжали изучать специалисты всего СССР. В том же году паровозное депо Лубны было закрыто, а его работники переведены в новое основное депо, созданное в Гребёнке.
В 1938 г. участок Яготин — Ромодан и станция Лубны снова отошли к Юго-Западной железной дороге с центром в г. Киеве.
13 сентября 1941 года город Лубны был оккупирован наступавшими немецкими войсками. Немецкой военной администрацией было открыто паровозное депо станции Лубны.
В январе 1943 г. в депо Лубны пионеры Борис Гайдай, Анатолий Буценко и Иван Сацкий совершили диверсию против немецко-фашистских захватчиков: вывели из строя поворотный круг, на два месяца парализовав работу депо. Памятник этим трём героям установлен в детском парке города. Железнодорожник из Лубен Евдокия Федорченко за работу в прифронтовой зоне была удостоена звания Героя Социалистического Труда.
18 апреля 1943 года город и станция Лубны были освобождены от немецко-фашистских захватчиков.
В июне 1944 года для подготовки паровозных бригад открыта дорожная техническая школ.

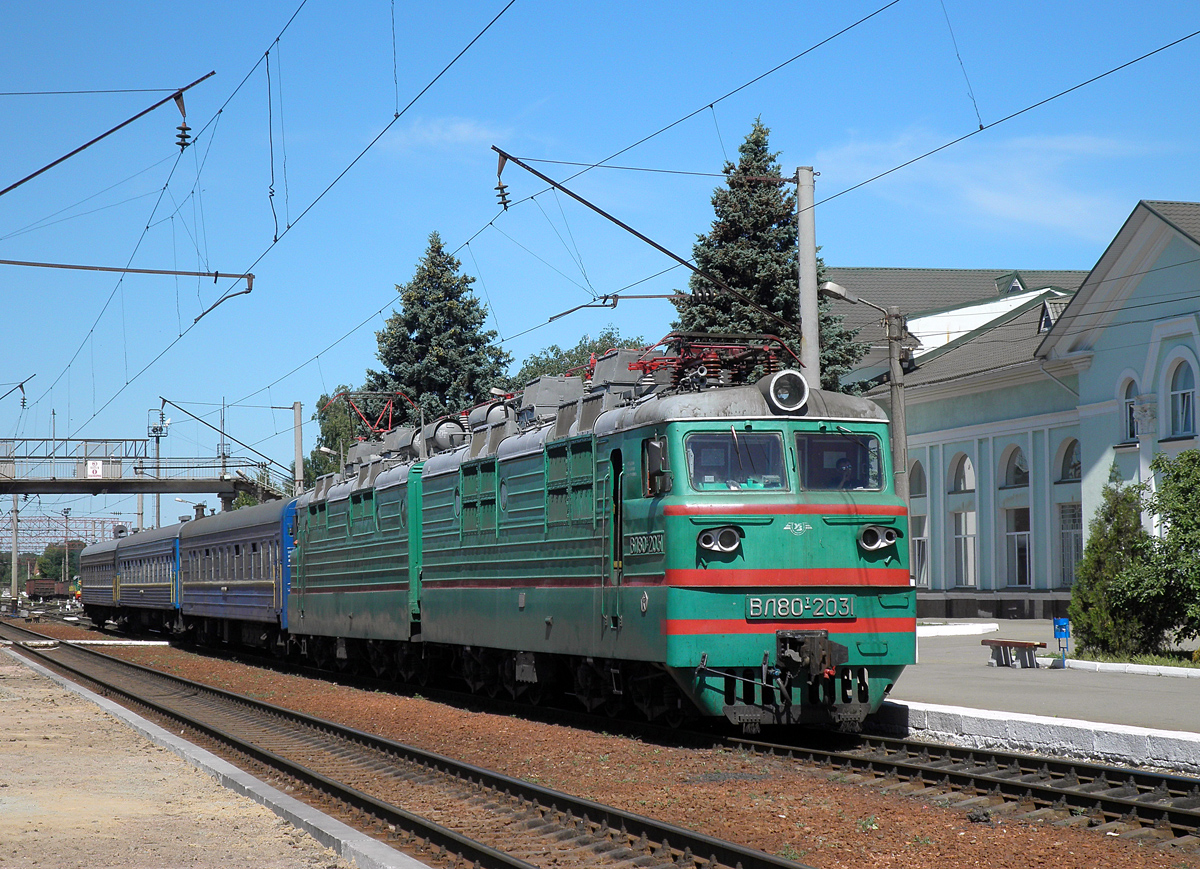
Пригородный поезд Гребёнка — Полтава

Послевоенные годы в истории станции Лубны характеризуются восстановлением разрушенной войной инфраструктуры, активным внедрением новой техники. В 1949 году было построено ныне существующее здание вокзала, в ноябре того же года состоялось его торжественное открытие. В 50-х гг. участок Гребёнка — Лубны — Ромодан вновь передан Южной железной дороге, а участок Яготин — Гребёнка остался в составе Юго-Западной. В 1961 году на линии Киев — Полтава начинается внедрение тепловозной тяги. При этом паровозное депо в Лубнах было окончательно упразднено, а на его территории созданы ремонтно-механические мастерские. На станции построен товарный двор, проложены подъездные пути к промышленным предприятиям. В 1977 году создано предприятие промышленного железнодорожного транспорта (ППЖТ).
В 1981 году на привокзальной площади возле здания технической школы установлен памятник — тепловоз ТЭ10-006 и пассажирский вагон.
Пассажирское и грузовое движение на линии было весьма интенсивным. Через станцию проходили поезда дальнего следования Киев — Караганда, Киев — Павлодар, Киев — Симферополь, Харьков — Брест и другие (в 1990-е годы отменены). Существовали планы электрификации участка Яготин — Гребёнка — Полтава, но реализованы они были только в 1994—2002 гг.
В 1980-90 гг. происходит модернизация станционного хозяйства. Эксплуатируются тепловозы 2ТЭ116, ТЭП60. Маневровую работу на станции выполняют тепловозы ТЭМ2 Лубенского МППЖТ и ЧМЭ3 ЮЖД. До электрификации участка Гребёнка — Ромодан пригородное сообщение обслуживали дизель-поезда ДР1А (депо Гребёнка и Полтава) по маршрутам Гребёнка — Лубны, Гребёнка — Миргород, Гребёнка — Полтава, Полтава — Киев.

## Новейшая история
В декабре 1997 года участок Гребёнка — Лубны переведен на электрическую тягу (переменный ток напряжением 25 кВ частоты 50 Гц). Электрификация пошла дальше — на Полтаву и Харьков, а в истории станции началась новая эпоха.
В 2001—2003 гг. все гребенковские дизель-поезда передали в депо Полтава.
В связи с электрификацией участка был проведен ремонт вокзального комплекса (1998 г.).
В 2001 г. пущен дизель-поезд № 6511/6516 Полтава — Лубны (отменен осенью 2002 г.), а до весны 2003 г. по этому маршруту ходил пассажирский поезд № 665/620 Полтава — Лубны (по графику 2002 г. ездил до Гребёнки).
Очередной ремонт вокзала сделали весной — летом 2002 г. перед пуском скоростного «Столичного экспресса» Харьков — Киев.
В июне 2002 г. через станцию прошёл первый украинский ускоренный поезд № 161/162 «Столичный экспресс» Харьков — Киев. Это был испытательный рейс. А с 11 июля поезд стал ходить ежедневно. 15 ноября был пущен второй экспресс — поезд № 163/164, следующий по этому же маршруту. В Лубнах оба этих экспресса не останавливаются.
19 января 2006 года был введен в эксплуатацию ускоренный поезд № 173/174 по маршруту Кременчуг — Киев, имеющий промежуточные остановки в Лубнах и Гребёнке, а с марта этого же года в Лубнах останавливается ещё один экспресс — скоростной поезд № 179/180 Полтава — Киев.
Весной 2007 г. в ходе подготовки к комиссионному объезду Полтавской дирекции был произведён ремонт в центральном вестибюле и зале ожидания вокзала.
В августе 2011 г. в рамках модернизации объектов железнодорожного транспорта на направлении Киев — Полтава на станции Лубны сооружена новая островная пассажирская платформа. Эту работу выполнял строительно-монтажный поезд станции Полтава-Южная (СМП-685). На прилегающих перегонах и путевых постах (167 км, 172 км) была проведена замена пути и стрелочных переводов.

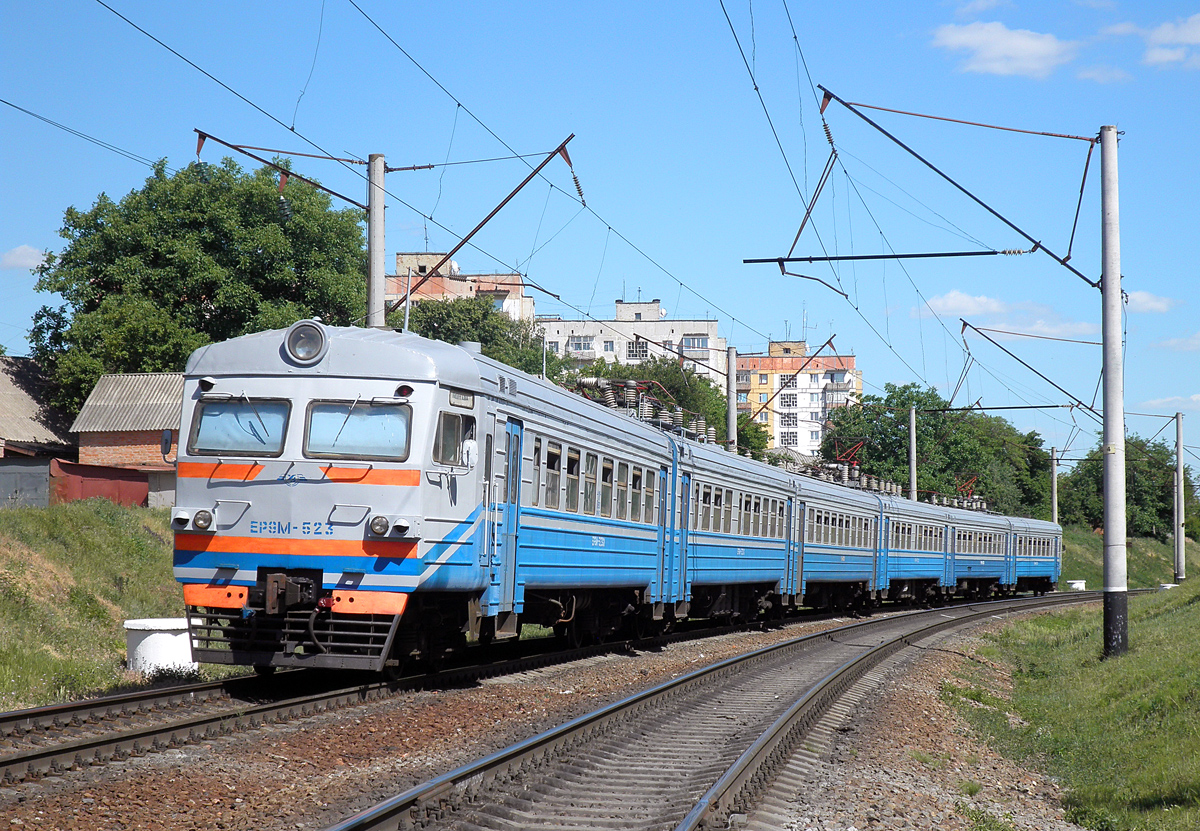
Электропоезд ЭР9М-523 прибывает на станцию

Станция расположена на одном из наиболее загруженных ходов ЮЖД — линии Киев — Полтава — Лозовая, по которой идет транзитный поток каменного угля, химических грузов, машин и промышленного оборудования из Донбасса и Приднепровья. В структуре грузоперевозок значительный объём занимают нефть и нефтепродукты, железная руда, стройматериалы, хлеб, чёрные металлы, кокс. Немалым является и пассажиропоток.
На линии эксплуатируются электровозы ВЛ80К и ВЛ80Т (депо Гребёнка), ЧС4, ЧС8 и ДС3 (депо Киев), электропоезда ЭР9М и ЕПЛ9Т (депо Гребёнка).

## Инфраструктура и железнодорожные предприятия
На станции — два главных, 9 боковых и несколько тупиковых путей. Однопутный перегон до поста 172 км и двухпутный перегон до станции Солоницкая электрифицированные, с двухсторонней автоблокировкой. К станции примыкает несколько подъездных путей, в том числе пути Лубенского филиала Киев-Днепровского МППЖТ. Для освещения станции используются прожекторные мачты. Пешеходный мост обеспечивает выход на площадь Вокзальную и улицу Железнодорожную.
На станции расположена Лубенская дистанция защитных лесонасаждений (ПЧЛ-4) и Лубенский центр профессионального образования ЮЖД. Кроме того, на станции расположен участок Гребёнковской дистанции пути. Ранее на станции находился монтёрский пункт Полтавской дистанции электроснабжения.

## Движение пассажирских поездов
Через станцию следуют пассажирские поезда в двух направлениях — на Киев и Полтаву. Скорые, региональные и пассажирские поезда, в том числе фирменный поезд № 63/64 «Оберіг» Харьков — Киев, имеют остановку на станции. Скоростные поезда Hyundai сообщением Киев — Харьков и Киев — Константиновка на станции не останавливаются. В летнее время и в праздничные дни вводятся дополнительные поезда в направлении Запада и Юга Украины.
Для посадки пассажиров на поезда имеются две низкие пассажирские платформы.
Основными поездами, проходящими через станцию, являются:
| № поезда           | Маршрут движения    | № поезда           | Маршрут движения    |
| ------------------ | ------------------- | ------------------ | ------------------- |
| 63 "Оберіг"        | Харьков — Киев      | 64 "Оберіг"        | Киев — Харьков      |
| 111 "Слобожанщина" | Харьков — Львов     | 112 "Слобожанщина" | Львов — Харьков     |
| 245*               | Геническ — Черновцы | 246*               | Черновцы — Геническ |
| 781                | Полтава — Киев      | 782                | Киев — Полтава      |

Звёздочкой отмечены поезда, курсирующие только в летний период.

## Движение пригородных поездов
На станции останавливаются пригородные поезда, следующие по маршрутам Полтава — Гребёнка, Гребёнка — Лубны и Гребёнка — Ромодан.